# Liste der Biografien/Hamo
Liste der Biografien |
Portal Biografien |
Personensuche
# |
A |
B |
C |
D |
E |
F |
G |
H |
I |
J |
K |
L |
M |
N |
O |
P |
Q |
R |
S |
T |
U |
V |
W |
X |
Y |
Z |
?
 
Ha |
Hd |
He |
Hi |
Hj |
Hk |
Hl |
Hm |
Hn |
Ho |
Hr |
Hs |
Ht |
Hu |
Hv |
Hw |
Hy
 
Haa |
Hab |
Hac |
Had |
Hae–Haf |
Hag |
Hah |
Hai |
Haj |
Hak |
Hal |
Ham |
Han |
Hao |
Hap |
Haq |
Har |
Has |
Hat |
Hau |
Hav |
Haw |
Hax |
Hay |
Haz
 
Hama |
Hamb |
Hamd |
Hame |
Hamf |
Hamh |
Hami |
Hamk |
Haml |
Hamm |
Hamn |
Hamo |
Hamp |
Hamr |
Hams |
Hamu |
Hamv |
Hamw |
Hamy |
Hamz
Die Liste der Biografien führt alle Personen auf, die in der deutschsprachigen Wikipedia einen Artikel haben. Dieses ist eine Teilliste mit 24 Einträgen von Personen, deren Namen mit den Buchstaben „Hamo“ beginnt.

## Hamo
- Hamo le Strange, Herr von Beirut

### Hamoi
- Hamoir, Irène (1906–1994), belgische Dichterin und Romanautorin des Surrealismus

### Hamon
- Hamon, Benoît (* 1967), französischer Politiker (PS), MdEP
- Hamon, François (* 1939), französischer Radrennfahrer
- Hamon, Gwendoline (* 1970), französische SchauspielerinGwendoline Hamon (* 1970)

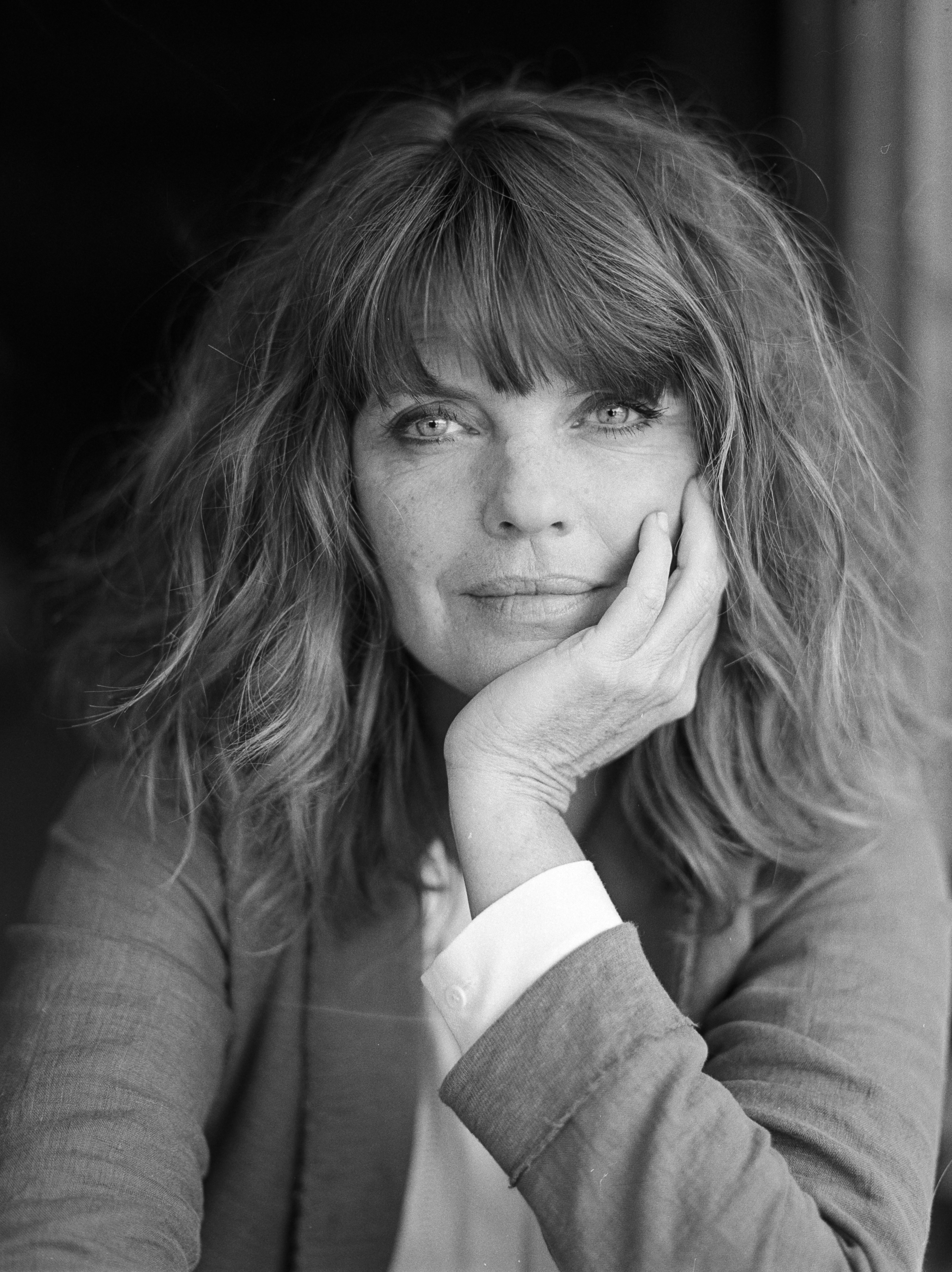
Gwendoline Hamon (* 1970)

- Hamon, Jean-Louis (1821–1874), französischer Maler
- Hamon, Léo (1908–1993), französischer Politiker, Senator, Mitglied der Nationalversammlung und Staatssekretär
- Hamon, Moses (* 1490), jüdischer Arzt
- Hamon, Pierre († 1569), französischer Kalligraph
- Hamonic, Émile (1861–1943), französischer Fotograf und Verleger
- Hamonic, Travis (* 1990), kanadischer Eishockeyspieler

### Hamor
- Hámor, Peter (* 1964), slowakischer Bergsteiger
- Hámori, Csaba (* 1948), ungarischer kommunistischer Politiker, Mitglied des Parlaments
- Hámori, Jenő (* 1933), US-amerikanisch-ungarischer Säbelfechter und Biochemiker.
- Hámori, Luca (* 2001), ungarische Boxerin

### Hamos
- Hámos, Gusztáv (* 1955), ungarischer Videokünstler

### Hamou
- Hamou, Maxime (* 1995), französischer Tennisspieler
- Hamou-Lhadj, Lou, US-amerikanischer Animator
- Hamoud, Mohammed (* 1936), irakischer Jurist und Diplomat
- Hamouda, Attia (1913–1992), ägyptischer Gewichtheber
- Hamoudi, Ahmed (* 1990), ägyptischer Fußballspieler
- Hamouma, Romain (* 1987), französisch-algerischer Fußballspieler
- Hamout, Mohamed (* 1993), marokkanischer Boxer
- Hamouz, Josef (* 1980), tschechischer Fußballspieler